# Maricopa, Arizona
Maricopa är en stad (city) i Pinal County, i delstaten Arizona, USA. Enligt United States Census Bureau har staden en folkmängd på 44 396 invånare (2011) och en landarea på 123 km².